# Sara Krnjić
Sara Krnjić  (nacida el 15 de julio de 1991 en Novi Sad, Serbia) es una jugadora de baloncesto serbia. Con 1.91 metros de estatura, juega en la posición de pívot.